# IYiYi
«iYiYi» es el sencillo debut del cantante australiano Cody Simpson. Es el sencillo principal de su álbum debut 4 U, y cuenta con la colaboración del rapero estadounidense Flo Rida y también el productor estadounidense DJ Frank E que no está acreditado como artista invitado. Los tres coescribieron la canción junto a Bei Maejor, Colby O'Donis, Jerome Armstrong, Michael White y Terrence Battle. Fue lanzado digitalmente en todo el mundo el 1 de junio de 2010.

## Video musical
El video fue filmado en las playas de Australia en el mes de abril de 2010. La dirección del video estuvo a cargo de Mark Staubach. Se estrenó el 30 de junio de 2010.

### Trama
El video comienza con los amigos de cody montados en sus bicicletas hablando, en eso llega Cody Simpson cuando de repente le llega un mensaje con un emoticon a su móvil, en eso se van en sus bicicletas, pasan por un poste que tiene un anuncio de una presentación de Flo Rida (que tiene una foto del cantante) y esta se empieza a mover y a cantar la primera parte de la canción, en eso pasan la escena de cody cantando el coro de la canción mientras el y sus amigos van por la calle en sus bicicletas directo a la playa, cody termina de cantar el coro y empieza a cantar la segunda estrofa en la playa, el y sus amigos llegan a la playa a visitar a una chica, bajan de sus bicicletas y la chica sale de su casa, cody se quita las gafas que trae y la comienza a perseguir, en la siguiente escena le pone una pulsera a la chica, en la escena siguiente cody, sus amigos y la chica se sacan fotos en la casa de la chica (entre esas escenas hay escenas de cody cantando dentro de la casa de la chica y en la playa), en la escena siguiente cody limpia una tabla de surf, camina hacia el mar y comienza a surfear (entre esas escenas hay escenas de cody coqueteándole a la chica), después de eso los chicos patinan por el vecindario, en la escena siguiente cody llega a una tienda de tablas de surf y saluda al dueño y le muestra una tabla, en la escena siguiente cody y la chica se mojan con pistolas de agua, después la cámara enfoca unas fotos de surfistas, de cody con la chica, etc. Entre esas fotos hay una de Flo Rida en eso (como al principio) la foto comienza a bailar y a cantar (entre esas escenas hay unas donde esta Flo Rida dibujado en el piso y a los lados el título de la canción "iYiYi" y abajo de él su alias : "Flo Rida") después vuelve a aparecer la escena de cody surfeando y de repente aparecen dos carteles de los dos cantantes : "Cody Simpson" y "Flo Rida" mientras las fotos de los cantantes bailan, después aparece una escena en un parque de skaters y otro cartel de Flo Rida este anunciando su nueva canción Club Can't Handle Me, en la última escena hay una fiesta en la playa y la chica llama a Cody, el la sigue y se van de la mano, mientras en otra escena donde Cody está solo termina de cantar y se va corriendo hacia el mar y la cámara se va alzando enfocando el cielo para terminar el video.

## Formatos y lista de canciones
Deluxe Single
1. "iYiYi" (con Flo Rida) - 3:55
2. "iYiYi" (versión acústica) - 3:43
3. "Summertime" - 3:52

## Posicionamiento
| Lista (2010)                                       | Mejor Posición |
| -------------------------------------------------- | -------------- |
| Australia (Singles ARIA Chart)                     | 19             |
| Australia (Singles Chart de Australia)             | 3              |
| Nueva Zelanda (Recorded Music NZ)                  | 29             |
| EE. UU. (Billboard Bubbling Under Hot 100 Singles) | 12             |